# Biserica Albă din Roman
Biserica Albă din Roman, România este o biserică de rit ortodox situată pe strada Veronica Micle nr. 22. Biserica poartă hramul Sfinții Voievozi și a fost construită în 1615, ctitorul său fiind Ștefan Tomșa al II-lea. Pentru o lungă perioadă, Biserica Albă a făcut parte dintr-un așezământ monastic, format din maici. În documentele secolului al XVIII-lea se consemnează existența unor chilii, aflate în spațiul de aproape 60m dintre turnul-clopotniță și Biserică. Clopotnița bisericii a fost demolată puțin înainte de Revoluția din 1989 și reclădită la câțiva metri de biserică din materiale prefabricate pentru a face loc noilor construcții de locuințe. Din materialele originale s-au păstrat doar cele care formau acoperișul.
Clădirea bisericii este monument istoric, înscrisă în lista monumentelor istorice din județul Neamț, având codul NT-II-m-B-10667.